# Armata della Georgia
L'Armata della Georgia fu un'armata dell'Unione che costituì l'ala sinistra del gruppo di armate del maggior generale William T. Sherman nella Marcia verso il mare e nella Campagna delle Carolina durante la Guerra civile americana.

## Storia

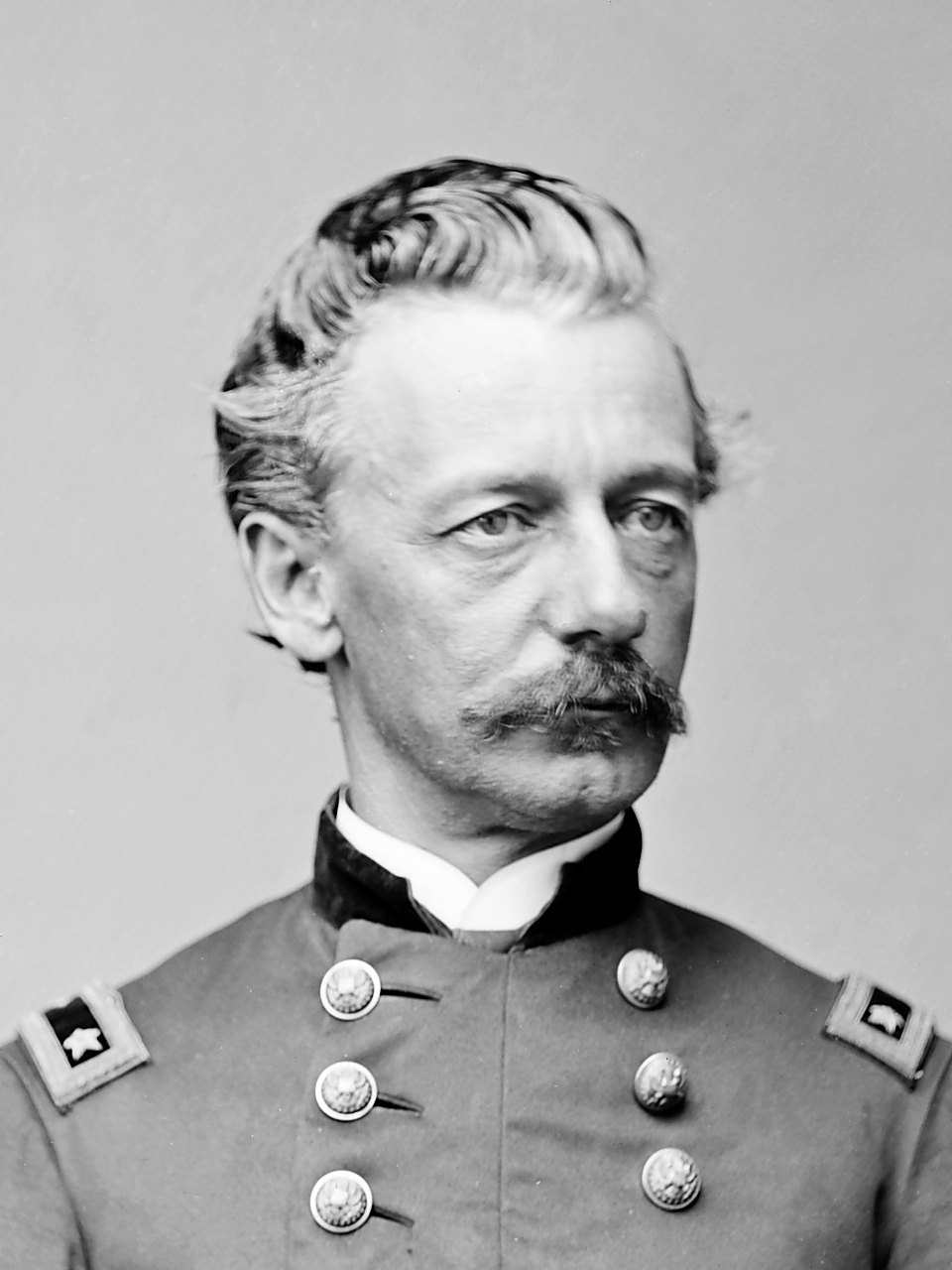
Il generale Henry W. Slocum

Nel 1864, durante la Campagna di Atlanta, il gruppo di armate al comando del maggior generale Sherman era composto dall'Armata dell'Ohio, dall'Armata del Tennessee e dall'Armata del Cumberland. Nel mese di settembre, dopo la caduta di Atlanta, Sherman inviò l'Armata dell'Ohio e il IV Corpo d'armata dell'Armata del Cumberland verso nord, per inseguire quello che rimaneva dell'Armata Confederata del Tennessee comandata dal tenente generale John Bell Hood. Nel novembre dello stesso anno Sherman costituì l'Armata della Georgia, unendo una parte del XIV Corpo d'armata dell'Armata del Cumberland con il XX Corpo d'armata. Questa nuova Armata, posta sotto il comando del maggior generale Henry Warner Slocum (che aveva il comando del XX Corpo d'armata), operò come una delle due ali durante la Marcia verso il mare di Sherman. L'Armata del Tennessee, consistente nel XV e XVII Corpo d'armata, al comando del maggior generale Oliver O. Howard, fu schierata come ala destra. L'Armata della Georgia fu coinvolta in piccoli combattimenti durante la Marcia verso il mare, fino a quando fu coinvolta nella battaglia di Averasborough e sostenne il peso maggiore del combattimento durante la battaglia di Bentonville.

## Comandanti
- Maggior generale Henry Warner Slocum (novembre, 1864 – aprile, 1865)

## Maggiori battaglie
- Campagna di Atlanta
- Marcia verso il mare di Sherman
- Campagna delle Carolina
- Battaglia di Averasborough
- Battaglia di Bentonville